# Entoleuca callimorpha
Entoleuca callimorpha är en svampart som beskrevs av Syd. 1922. Entoleuca callimorpha ingår i släktet Entoleuca och familjen kolkärnsvampar.   Inga underarter finns listade i Catalogue of Life.